# Mariona Ortiz Vives
Mariona Ortiz Vives (Calella, 28 de febrer de 1992) és una jugadora de bàsquet catalana.
Formada al Club Bàsquet Calella, jugà als Platges de Marató i debutà a la Lliga femenina amb l'Uni Girona Club de Bàsquet la temporada 2010-11. Posteriorment, competí amb el Club Deportivo Zamarat i al Perfumerias Avenida, amb el qual guanyà dues Copes de la Reina i dos Supercopes espanyoles (2014, 2015). La temporada 2016-17 fitxà pel CCC Polkowice de la lliga polonesa i, l'any següent, competí a la lliga belga amb el Basket Namur Capitale (2017-18), aconseguint una copa de Bèlgica, i, posteriorment, amb el BC Castors Braine (2018-21). Tornà a la Lliga femenina estatal jugant amb el Movistar Estudiantes i des de la temporada 2022-23 amb el Casademont Zaragoza, amb el qual ha guanyat una Copa de la Reina (2023) i ha competit a l'Eurolliga. Internacional amb la selecció espanyola en categories inferiors, es proclamà campiona d'Europa sub-18 (2009) i sub-20 (2011, 2012). Amb la selecció absoluta, debutà al Preeuropeu d'israel i Eslovenia de 2023 i aconseguí la classificació per participar als Jocs Olímpics de Paris al Preolímpic de Sopron de 2024. Amb la selecció catalana absoluta ha disputat un partit internacional celebrat el 2018 al Pavelló Girona-Fontajau.

## Palmarès
Clubs
- 3 Copes espanyoles de bàsquet femenina: 2013-14, 2014-15, 2022-23
- 2 Supercopes d'Espanya de bàsquet femenina: 2013-14, 2014-15
- 1 Lliga catalana de bàsquet femenina: 2010-11
- 1 Copa belga de bàsquet femenina: 2017-18